# Schafhausen (Weil der Stadt)

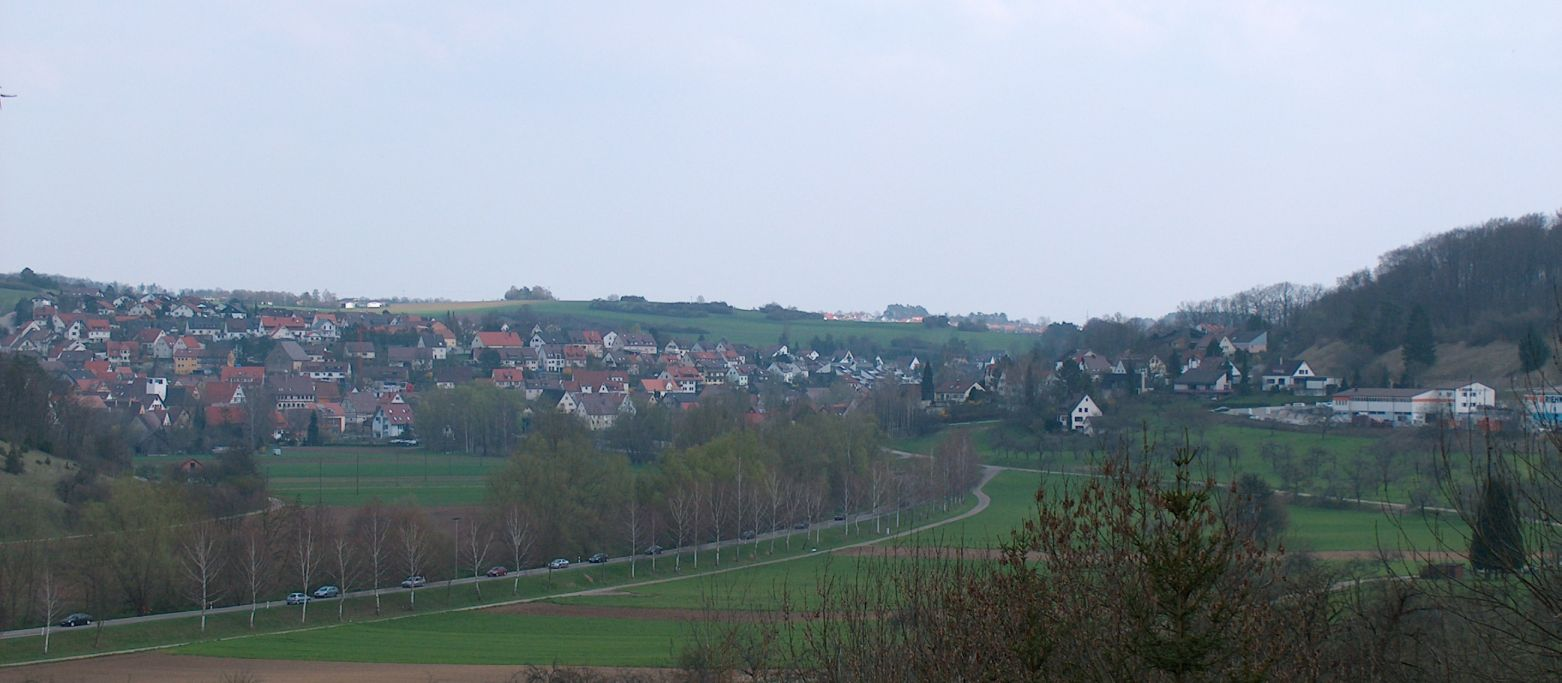
Schafhausen

Schafhausen ist ein Ortsteil von Weil der Stadt im Landkreis Böblingen in Baden-Württemberg.

## Geographie

### Geographische Lage
Schafhausen liegt 25 km westlich von Stuttgart im Heckengäu, einer Übergangslandschaft zwischen Neckarraum und nördlichem Schwarzwald in einer Höhe von 406 m (Würmufer) bis 499 m ü. NN (Gipfel des Hacksberges). Durch Schafhausen fließt die Würm.

### Geologie und Flora
Die Flurböden bestehen aus Muschelkalk und Lehm und sind zumeist steinig. Charakteristisch ist der Bewuchs der hügeligen Landschaft mit Schlehenhecken, ansonsten herrschen Kiefern-/Fichtengehölze und -wälder sowie Felder vor, vereinzelt gibt es Streuobstwiesen.

## Geschichte
Schafhausen wurde, wie die Ortsnamensendung auf -hausen nahelegt, vermutlich im 8. Jahrhundert gegründet und geht wohl auf die Schafhaltung einer karolingischen Gutshaltung zurück. Schafhausen hieß im 12. Jahrhundert „Scafhusen“. Älteste Besitzer waren die Grafen von Calw und die Herren von Beutelsbach. Dann gehörte Schafhausen im frühen 15. Jahrhundert den Markgrafen von Baden, anschließend den Herren von Gemmingen, welche das Dorf an Württemberg verkauften. Dieses veräußerte Schafhausen 1468 an das bereits hier begüterte Kloster Hirsau, mit dem es durch die Reformation wieder an Württemberg gelangte. 1534 wurde Schafhausen im Zuge der Reformation evangelisch. Da 1634 im Dreißigjährigen Krieg ein Teil des Ortes mit Kirche niederbrannte, sind im historischen Ortskern nur noch Bauten der Barockzeit zu finden.
1801 wurde die neue Zehntscheune errichtet, die dann bereits 1854 infolge der Zehntablösung an Privatleute verkauft wurde. 1807 kam das Klosteramt Hirsau, im Zuge der Auflösung der Klosterämter, zum Oberamt Calw und damit auch Schafhausen. Infolge der Gebietsreform in Württemberg kam Schafhausen 1813 zum Oberamt Böblingen. 1850 hatte Schafhausen 733 evangelische und einen katholischen Einwohner, die in 119 Haupt- und 104 Nebengebäuden lebten und arbeiteten.
1938 kam Schafhausen zum Landkreis Leonberg. Mit der Auflösung des Landkreises Leonberg zum 1. Januar 1973 kam Schafhausen zum Landkreis Böblingen. Am 1. August 1973 wurde Schafhausen zu Weil der Stadt eingemeindet. Schafhausen erhielt 1953 eine Grundschule, die 1999 renoviert wurde und gleichzeitig den Namen Schule am Schafberg erhielt. 1960 wurde eine Turn- und Festhalle gebaut, die 2004/2005 renoviert wurde. Anfang der 1990er Jahre kam die Stubenberghalle als örtliche Turn- und Sporthalle hinzu. Außerdem gibt es noch einen Kindergarten.

### Bahnanschluss
1872 erhielt Schafhausen mit der Fertigstellung der württembergischen Schwarzwaldbahn Anschluss an das Eisenbahnnetz. Mit der Einstellung des Personenverkehrs auf dem Abschnitt Weil der Stadt-Calw der württembergischen Schwarzwaldbahn im Jahr 1983 und der Einstellung des Güterverkehrs 1988 verlor Schafhausen seine Anbindung an das Schienennetz. Bei der Reaktivierung der Strecke wurde mit dem Tunnel bei Ostelsheim die Schleife um den Hacksberg abgeschnitten, sodass Schafhausen auch in Zukunft ohne eigene Station bleibt. Die nächsten Bahnstationen sind in Weil der Stadt und Ostelsheim, sobald die Strecke wieder in Betrieb ist. Das ehemalige Bahnhofsgebäude an der Althengstetter Straße ist in Privatbesitz.

### Einwohnerentwicklung
| Bevölkerungsentwicklung in Schafhausen seit 1653 | Bevölkerungsentwicklung in Schafhausen seit 1653 | Bevölkerungsentwicklung in Schafhausen seit 1653 | Bevölkerungsentwicklung in Schafhausen seit 1653 | Bevölkerungsentwicklung in Schafhausen seit 1653 | Bevölkerungsentwicklung in Schafhausen seit 1653 | Bevölkerungsentwicklung in Schafhausen seit 1653 | Bevölkerungsentwicklung in Schafhausen seit 1653 | Bevölkerungsentwicklung in Schafhausen seit 1653 | Bevölkerungsentwicklung in Schafhausen seit 1653 | Bevölkerungsentwicklung in Schafhausen seit 1653 | Bevölkerungsentwicklung in Schafhausen seit 1653 | Bevölkerungsentwicklung in Schafhausen seit 1653 |      |
| Jahr                                             | 1653                                             | 1661                                             | 1678                                             | 1768                                             | 1797                                             | 1829                                             | 1850                                             | 1905                                             | 1919                                             | 1980                                             | 2005                                             | 2007                                             | 2020 |
| ------------------------------------------------ | ------------------------------------------------ | ------------------------------------------------ | ------------------------------------------------ | ------------------------------------------------ | ------------------------------------------------ | ------------------------------------------------ | ------------------------------------------------ | ------------------------------------------------ | ------------------------------------------------ | ------------------------------------------------ | ------------------------------------------------ | ------------------------------------------------ | ---- |
| Einwohner                                        | 91                                               | 129                                              | 192                                              | 378                                              | 558                                              | 735                                              | 734                                              | 611                                              | 604                                              | 1794                                             | 2095                                             | 2104                                             | 2297 |

## Religion
Schafhausen ist seit der Reformation durchweg protestantisch geprägt. Bis heute leben nur wenige Katholiken, Muslime oder Personen mit anderen Religion in Schafhausen.

### Cyriakuskirche

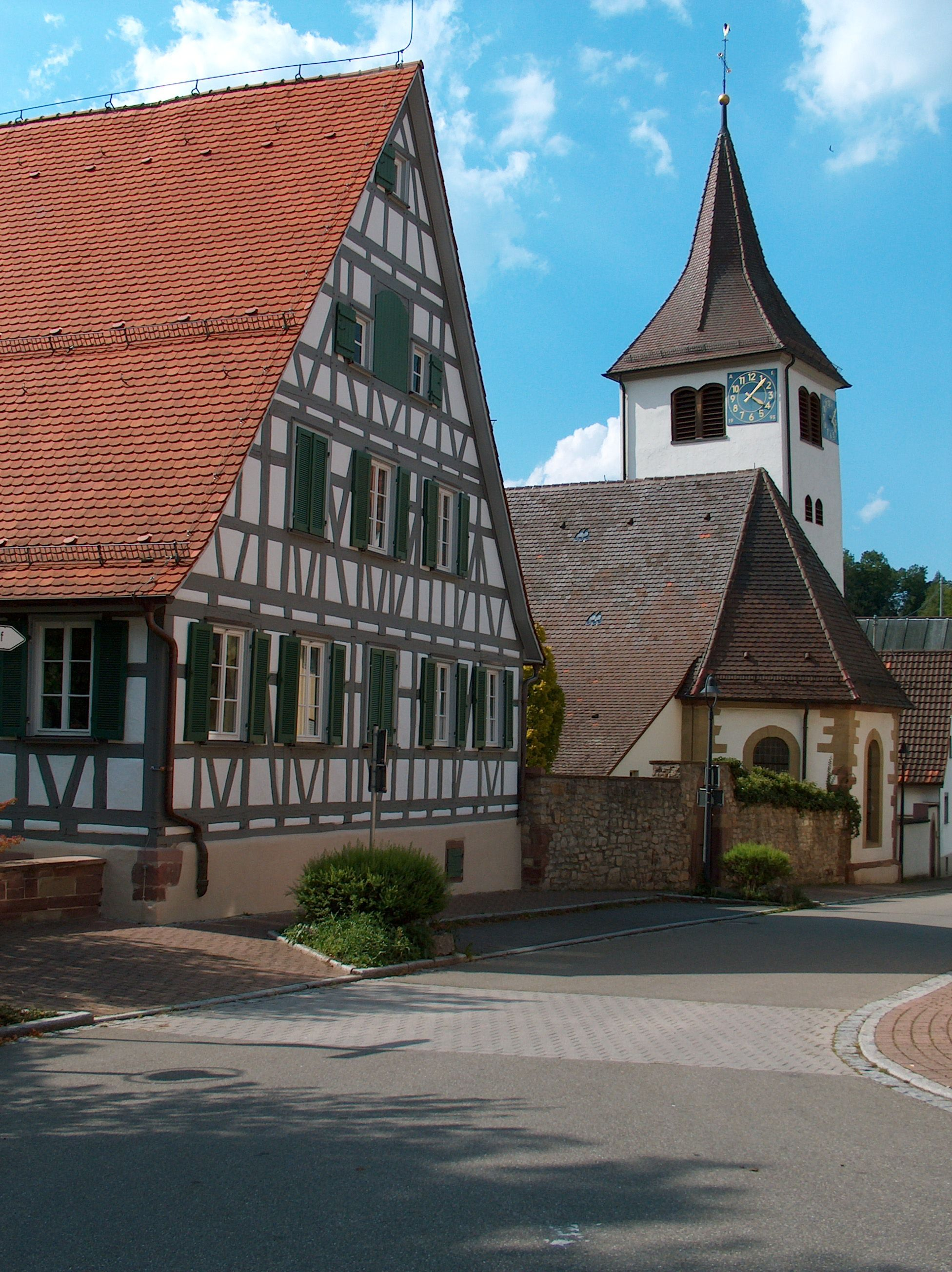
Cyriakuskirche mit Pfarrhaus

Sie erhielt ihren Namen nach dem Heiligen Cyriakus, der im 3. Jahrhundert unter Kaiser Diokletian lebte und dessen Tochter heilte. Später wurde er von Kaiser Maximilian im Zuge der Christenverfolgung hingerichtet.
Die Kirche ist erstmals im 11. Jahrhundert erwähnt worden. Im Jahre 1534 wurde die Kirche protestantisch. Aus Dätzingen, Döffingen und Weil der Stadt kamen die Gläubigen nun nach Schafhausen. Deshalb musste die Kirche 1585 von Hanz Decker erweitert werden.
Im Dreißigjährigen Krieg (1634) brannte sie bis auf wenige noch sichtbare Mauerreste ab und musste bis 1661 wieder aufgebaut werden. 1957 wurde die Kirche renoviert, wie man sie heute sieht. 2007 erhielt sie zwei weitere Glocken und verfügt nun über insgesamt vier. In den Jahren 2019/2020 wurde in der Kirche eine Innenrenovierung durchgeführt, wobei der Fokus vor allem auf der Erneuerung der veralteten Heizungsanlage und Elektronik lag. Auch der Außenbereich wurde neu gepflastert und ein barrierefreier Zugang zum Gebäude geschaffen. Die Eröffnung nach der Innenrenovierung fand am 29. November 2020 statt. Die Renovierungskosten beliefen sich auf ca. 400.000 €.

## Politik

### Wappen
Auf dem Wappen ist ein Schaf mit Bischofsstab auf grünem Grund zu sehen, dies soll auf die jahrhundertealte Tradition der Schafzucht verweisen. Der Bischofsstab erinnert daran, dass Schafhausen einst dem Kloster Hirsau gehörte.

### Gemeinderat
Durch die unechte Teilortswahl stellt Schafhausen im Gemeinderat von Weil der Stadt eine garantierte Mindestzahl von drei Gemeinderäten.

## Vereine
- TSV Schafhausen (Turn- und Sportverein) gegründet 1908[5]
- Schafberg-Meckerer Schafhausen e. V., gegründet 2001, Fasnetsgruppe der Schwäbisch-Allemannischen Fasnet. Die Maske (Larve) der Schafberg-Meckerer ist dem letzten aktiven Schäfer in Schafhausen nachempfunden, genauso das Häs, welches einen Schäfer darstellt.[6]
- Heimatverein Schafhausen, gegründet 1989, pflegt Tradition und Geschichte der Region[7]
- CVJM Schafhausen e. V., gegründet 1966, betreibt christliche Kinder- und Jugendarbeit in Schafhausen[8]
- HHC (Hand-Harmonika-Club) Schafhausen, gegründet 1935, bildet mehrere Akkordeonorchester aus, welche regelmäßig öffentliche Auftritte absolvieren.[9] Als "Spin-Off" des HHC Schafhausen existierte von 2009 bis 2024 die Rockband "Black Magic Sheep", die 2025 unter geänderter Besetzung in der Bluesrockband "Sheeptown Blues Band" aufging.[10]

## Sehenswürdigkeiten

### Bauwerke
- Cyriakuskirche mit Pfarrhaus
- Zehntscheuer, erbaut 1801

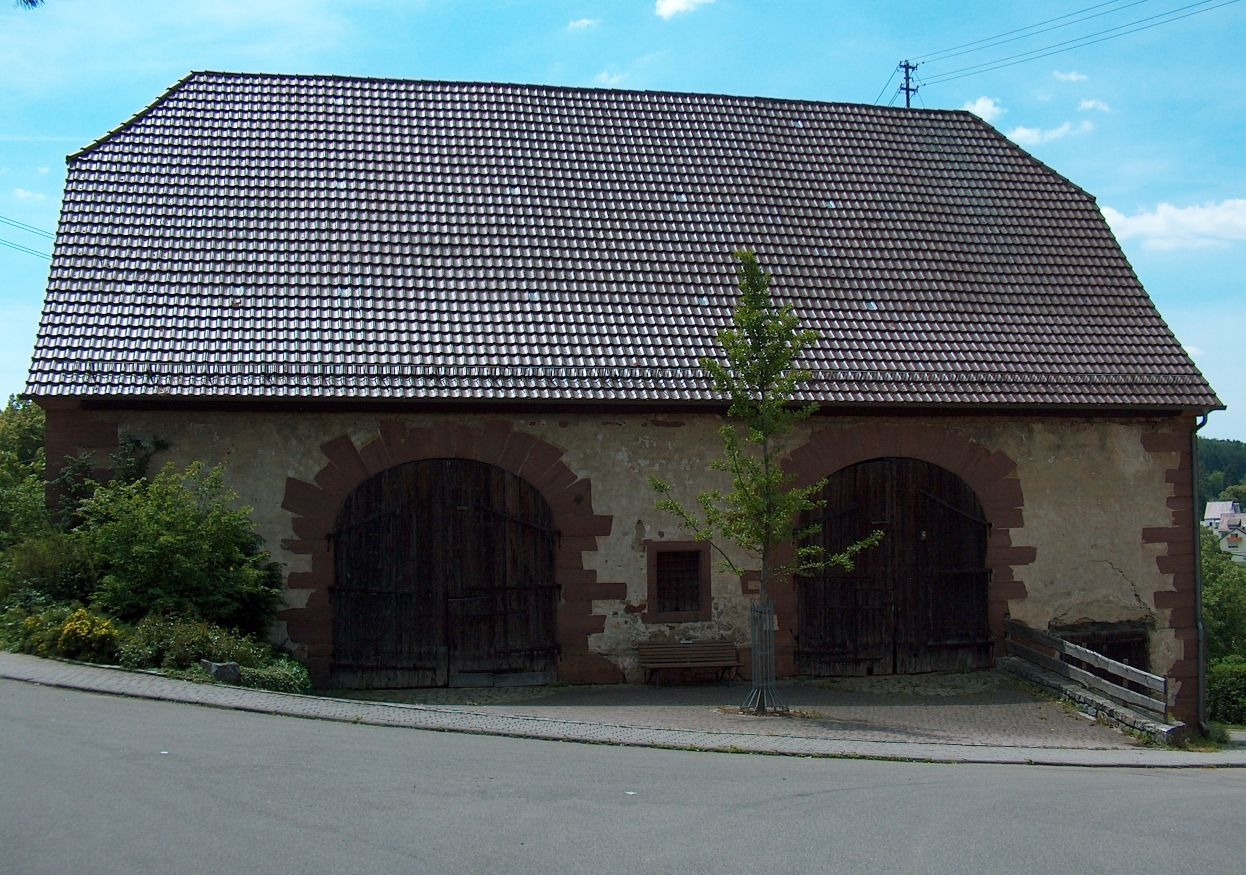
Zehntscheuer in Schafhausen

- Bahnhof der Württembergischen Schwarzwaldbahn
- Rathaus
- Schäferbrunnen am Rathaus

### Naturdenkmäler
- Drei Linden

## Persönlichkeiten
- Adolph Helfferich (1813–1894), Philosoph
- Gottlob Münsinger (1873–1949), Politiker, Bezirksbürgermeister von Berlin-Spandau
- Günter Müller (* 1948), Wirtschaftsinformatiker
- Moritz Winkelmann (* 1984), Pianist